# Código de corrección de errores

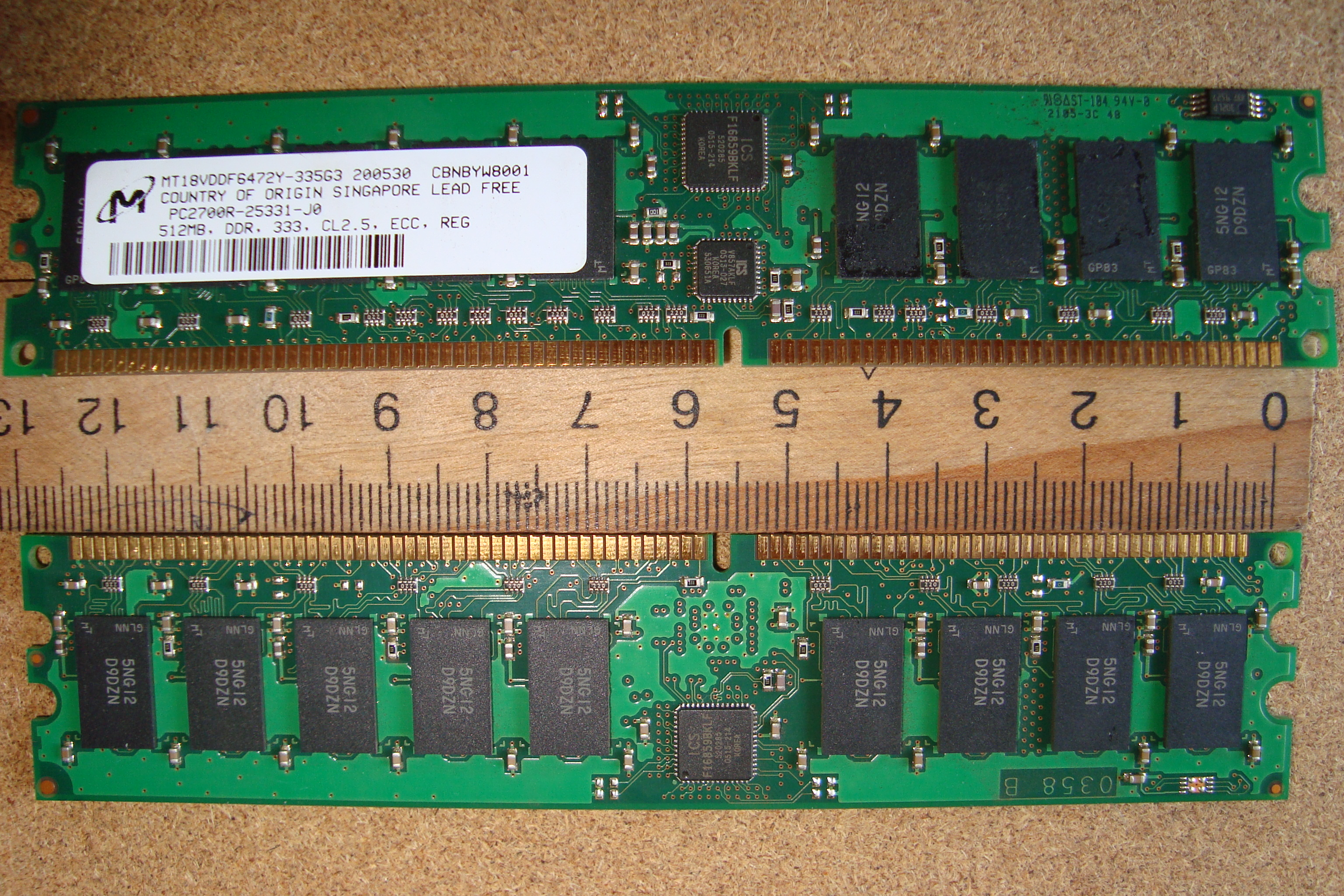
Memoria ECC

Código de corrección de errores, código autocorrector o código de autochequeo (Error-Correcting Code, ECC) sirve para garantizar la integridad de los datos.
El hecho de añadir un único bit de paridad no siempre resulta suficiente para datos que se mueven constantemente de un lado para otro, especialmente en el caso de transmisión de datos a largas distancias, donde las señales transmitidas están expuestas a interferencias eléctricas (por ejemplo: en una red de computadoras, donde los datos viajan de una computadora a otra que puede estar, incluso, en otro país).
Este problema ha conducido al desarrollo de códigos que detectan más de un error e incluso corrigen los errores que encuentran.
Algunas de estas técnicas han sido desarrolladas por el ingeniero estadounidense Richard W. Hamming, y se conocen como Códigos de Hamming.